# Derambila saponaria
Derambila saponaria là một loài bướm đêm trong họ Geometridae.